# Théâtre national académique dramatique azerbaïdjanais
Le Théâtre national académique dramatique azerbaïdjanais (en azéri : Azərbaycan Dövlət Akademik Milli Dram Teatrı) est une salle de spectacle de Bakou.
Les sources de l’art théâtral du peuple azerbaïdjanais sont liées aux festivités et aux danses populaires. Les éléments de théâtralité, contenus dans de nombreux types d'art populaire, avaient accompagné les festivités et d'autres fêtes traditionnelles.
Le 10 mars 1873, dans l’un des clubs de la ville, a été représentée la pièce Le Vizir du khanat de Lenkoran, d’après la comédie d'Akhundov, jouée par les élèves de l’École réelle de Bakou, sous la direction de Hassan bey Zardabi. C’est précisément par ce spectacle que débute le théâtre professionnel d'Azerbaïdjan. Les troupes disparates s’unissent en 1919 et le théâtre obtient le statut du théâtre d’état.
Le Théâtre dramatique azerbaïdjanais a porté des noms différents au cours du temps : « Théâtre national », « Théâtre national uni », « Théâtre dramatique turc azerbaïdjanais » et d’autres. Dans les années 1923-1933, le théâtre portait le nom de Dadach Buniatzade, et de 1933 à 1991 le nom de Mechadi Azizbeyov. En 1991, le théâtre a été renommé « Théâtre national académique dramatique azerbaïdjanais ».

## Histoire
Le théâtre a ses origines dans les fêtes et les danses nationales. Des éléments de théâtralité étaient contenus dans de nombreuses formes de créativité nationale accompagnant les fêtes nationales, les fêtes traditionnelles et d’autres occasions. Le 10 mars 1873, sous la direction de Hassan bey Zardabi et avec la participation d’étudiants de l’Ecole Realni de Bakou, la comédie "Vizir de khanat de Lankaran" de M.F.Akhundov’s est animée. Le théâtre professionnel azerbaïdjanais a été créé après cette représentation. En 1919, des troupes séparées se sont regroupées et le théâtre a acquis la reconnaissance de l'État.
Ensuite, le Théâtre dramatique azerbaïdjanais avait différents noms selon les années: « Théâtre d'État », « Théâtre d'État des États-Unis », « Théâtre dramatique turc azerbaïdjanais », etc. Jusqu'en 1923-1933, le théâtre a été nommé en l'honneur de Dadach Bunyatzade, mais en 1933-1991, il a été baptisé du nom de Méchadi Azizbeyov. En 1991, le théâtre a été rebaptisé « Théâtre dramatique universitaire de l’Azerbaïdjan ».

## Activité
À l'époque soviétique, un certain nombre de récompenses de l'Union soviétique ont été attribuées au théâtre pour ses succès. Durant l’activité du théâtre y jouaient des comédiens tels que Husseyn Arablinski, Mukhtar Dadachev, Djahanguir Zeynalov, Mirza agha Aliyev, Sidgui Ruhulla, Alesker Alekperov, Adil Iskanderov, Barat Chekinskaya, Leyla Badirbeyli et beaucoup d’autres comédiens renommés. Dans le théâtre, on jouait les œuvres de Djafar Djabbarli, Mirza Fatali Akhundov, Ali bey Husseynzade, Nadjaf bey Vezirov, Huseyn Djavid, Sabit Rahman, Nariman Narimanov, Ilyas Efendiyev, ainsi que des classiques mondiaux, tels que Shakespeare, Schiller, Molière, Dumas, Balzac, Pouchkine, Lermontov, Tolstoï ou Gogol. La troupe du théâtre a plusieurs fois été en tournée à Moscou, Saint-Pétersbourg, Kazan, Tbilissi, Tachkent, Achgabat, en Turquie, en Allemagne et à Chypre. Certaines mises en scène ont été honorées du Prix d’état de l’URSS et de l’Azerbaïdjan.

## Troupe

### «Acteurs du peuple»
- Sayavuch Aslan
- Yachar Nuri
- Nureddin Gouliyev
- Basti Bekirova
- Firangiz Mutallimova
- Rafael Dadachov
- Ilham Alesgerov
- Zarnigar Atakichiyeva
- Telman Adigozalov et d'autres

### Acteurs honorés
- Asger Mamedoglu
- Sabir Mamedov
- Jafar Namig Kamal
- Sadig Imanov
- Saida Gouliyeva
- Parviz Bagirov

### Autres membres
- Badura Afganli, scénographe de 1938 à 1960
- Ramiz Mustafayev (1926-2008), artiste du peuple en qualité de compositeur, a été membre de la troupe de 1943 à 1948, avant de se consacrer exclusivement  à sa carrière musicale[4].

### Directeur général
- Merahim Farzalibeyov